# Rick Famuyiwa
Rick Famuyiwa (Inglewood, Estados Unidos, 18 de junio de 1973) es un director, productor y guionista nigeriano-estadounidense. Ha participado en proyectos como The Wood (1999), Brown Sugar (2002), Talk to Me (2007) y Dope (2015).

## Biografía
Asistió a la Universidad del Sur de California (USC) y se especializó en producción de cine y televisión y estudios críticos de artes cinematográficas. Durante su tiempo en la universidad, trabajó de cerca con el profesor de cine Todd Boyd, quien luego le ayudaría a escribir y producir su primer largometraje. En 1996, antes de graduarse, creó un cortometraje de 12 minutos titulado Blacktop Lingo que obtuvo críticas positivas y le valió una invitación al Sundance Filmmaker's Institute. En 1997, durante su tiempo en el Sundance Director's Lab, dio los toques finales a The Wood, su primer largometraje.
En 1999, se casó con Glenita Mosley, a quien conoció en la Universidad de California.

## Carrera
En 2003, formó parte del panel de directores en la discusión conducida por el Comité Directivo Afroamericano del Gremio de Directores de América. Al reflexionar sobre sus experiencias en la obtención de fondos y apoyo para sus películas, mencionó que todavía hay muchos estereotipos y barreras que romper en la industria para que los afroamericanos sean acreditados con el respeto que merecen.
Una creencia común para los cineastas afroamericanos es que las películas con un elenco y dirección mayoritariamente negro enfrenta obstáculos para obtener financiación y apoyo. Famuyiwa explica que la fórmula a seguir para un director negro es: "Hágalo por debajo de los $ 10 millones, invierta esta cantidad en marketing, gane entre 25 y 35 millones de dólares y nos iremos con una ganancia rentable". Mientras puedas entregar guiones por menos de $ 10 millones sin efectos, filmar en 30 días y recuperar una cantidad 'X', creo que siempre puedes tener un flujo constante de cierto tipo de película ".
Para The Wood, experimentó dificultades para obtener el apoyo necesitario para hacer de la película un éxito de taquilla. Fue difícil hacer que otros lo tomaran en serio a veces. Aunque la película recuperó sus costos, no cosechó el tipo de éxito financiero que los principales directores de Hollywood experimentan a menudo, algunos dicen que debido al elenco afroamericano o que fue dirigida y escrita por un afroamericano.
Sus películas exploran principalmente temas de diversidad racial y aceptación, especialmente dentro de las comunidades de color. En la mayoría, la amistad juega un papel central en el desarrollo y progresión de los personajes.

### The Wood(1999)
Su primer largometraje, The Wood, es un relato semiautobiográfico de su crianza en Inglewood. Trabajando en Beverly Hills Niketown mientras formulaba el guion, quería que su primera película recordara a su familia y amigos. Su familia se había mudado a Inglewood mientras él estaba en la secundaria y The Wood, refleja experiencias selectas que tuvo con sus amigos cercanos y familiares.
Durante su estadía en el Sundance Director's Lab, perfeccionó el guion e identificó a casi la mitad del elenco, incluidos Omar Epps y Taye Diggs. Los personajes interpretados por Epps y Richard T. Jones luchan por hacer que el personaje de Diggs recupere la conciencia después de intoxicarse un par de horas antes de su boda. Mientras intentan traerlo de vuelta a la realidad, los tres amigos de secundaria recuerdan su adolescencia en "The Wood", una afectuosa abreviatura de su ciudad natal de Inglewood.
La película fue producida por MTV Films y se estrenó el 16 de julio de 1999. Sobre su asociación con MTV Famuyiwa afirma, "[MTV Films] tenía el mejor concepto y podía manejarlo mejor porque era joven, [tenía] la música y querían hacer una película con personajes predominantemente africano-americanos ".  Con un costo estimado de $ 6 millones logró recqudar más de $ 25 millones en la taquilla de Estados Unidos.

### Brown Sugar(2002)
Una vez más empleando un elenco predominantemente afroamericano (algunos de los actores también participaron en The Wood  ) en Brown Sugar, los amigos de toda la vida Dre (Taye Diggs) y Sidney (Sanaa Lathan), se cruzan y aunque cada uno tiene sus respectivas responsabilidades y obligaciones, descubren que su afecto mutuo se extiende más allá de la amistad platónica. La música hip-hop juega un papel importante, ya que tanto Dre como Sidney están conectados a través de su pasión por el género musical y la cultura que emana de ella.

### Talk to Me(2007)
Fue coescrita por Famuyiwa y dirigida por su amigo cercano Kasi Lemmons.
En la película, se narra la vida del personaje radial afroamericano de la década de 1960, Ralph "Petey" Greene, sus contribuciones a la cultura popular estadounidense y al Movimiento por los Derechos Civiles. El proyecto audiovisual explora la construcción de razas y relaciones raciales durante el volátil período histórico estadounidense.
Se estrenó el 3 de agosto de 2007. Recaudó $ 400,000 en su primer fin de semana y, a nivel nacional, cerca de 5 millones de dólares.

### Our Family Wedding(2010)
Our Family Wedding de 2010 fue protagonizada por Forest Whitaker, America Ferrera, Carlos Mencia y Lance Gross. Famuyiwa se incorporó al proyecto dos años antes, en 2008, cuando la campaña presidencial estaba en pleno apogeo. Con Barack Obama posiblemente convirtiéndose en el primer presidente afroamericano, él estaba interesado en hacer una película que reflejara los tiempos emocionantes y cambiantes. Al respecto dijo: "En ese momento, todo el debate parecía girar en torno a los hispanos votando por un presidente afroamericano. Todos hemos visto estas proyecciones de cómo se verá la sociedad en 50 años. Todos vamos a tener que lidiar con los demás culturalmente. Se sintió como una gran oportunidad para contar esa historia sin sermonear ". 
El Times criticó la película diciendo: "Al igual que las bodas, las películas de bodas tienen sus tradiciones: el vestido es blanco y, por lo general, también los personajes. Our Family Wedding de Fox Searchlight, que abre este viernes, subvierte esa costumbre ... "
La película ganó casi $ 8 millones en su primer fin de semana y, en general, $ 20 millones en todo el país.

### Dope(2015)
Dope (2015), escrita y dirigida por Famuyiwa, es una película sobre la mayoría de edad estrenada en el Festival de Cine de Sundance 2015 y ganadora del premio a la Mejor Edición. Está protagonizada por Shameik Moore, Tony Revolori, Kiersey Clemons, Blake Anderson, Zoë Kravitz y A $ AP Rocky.

### Confirmation(2016)
Famuyiwa dirigió Confirmation (2016), una película original de HBO, protagonizada por Kerry Washington como Anita Hill.

### The flash
En junio de 2016, fue anunciado como director de The Flash después de que Seth Grahame-Smith abandonara el proyecto. Sin embargo abandonó el proyecto en octubre del mismo año

## Filmografía

### Cine
| Año  | Título                     | Director | Guionista | Productor | Notas               |
| ---- | -------------------------- | -------- | --------- | --------- | ------------------- |
| 1996 | Blacktop Lingo             | Sí       | Sí        | No        | Short film          |
| 1999 | The Wood                   | Sí       | Sí        | No        | Debut como director |
| 2002 | Brown Sugar                | Sí       | Sí        | No        |                     |
| 2007 | Talk to Me                 | No       | Sí        | No        |                     |
| 2010 | Our Family Wedding         | Sí       | Sí        | No        |                     |
| 2015 | Dope                       | Sí       | Sí        | Sí        |                     |
| 2017 | The Lost                   | No       | No        | Sí        | Short film          |
| TBA  | Black Hole                 | Sí       | Sí        | No        | Pre-producción      |
| TBA  | Children of Blood and Bone | Sí       | No        | No        | Announced           |
| TBA  | Son of Shaolin             | Sí       | No        | No        | Announced           |
| TBA  | Past Midnight              | Sí       | No        | No        | Announced           |
| TBA  | Uptown Saturday Night      | Sí       | No        | No        | Announced           |

### Televisión
| Año           | Título                        | Director | Guionista | Productor | Notes |
| ------------- | ----------------------------- | -------- | --------- | --------- | --- |
| 2016          | Confirmation                  | Sí       | No        | No        | Película de televisión |
| 2017          | Hasan Minhaj: Homecoming King | No       | No        | Sí        | documental televisivo |
| 2018–presente | The Chi                       | Sí       | No        | Sí        | Director y productor ejecutivo: "Pilot" Productor ejecutivo : 29 episodios                                                                  |
| 2019–presente | The Mandalorian               | Sí       | Sí        | No        | Director: "Chapter 2: The Child" Director, escritor y cameo como "Jib Dodger": "Chapter 6: The Prisoner" escritor: "Chapter 15: The Return" |